# Ytterst-Bodsjön
Ytterst-Bodsjön är en sjö i Bergs kommun i Jämtland och ingår i Ljungans huvudavrinningsområde. Sjön har en area på 0,157 kvadratkilometer och ligger 745,5 meter över havet. Ytterst-Bodsjön ligger i Arådalen Natura 2000-område. Sjön avvattnas av vattendraget Bodsjöbäcken.

## Delavrinningsområde
Ytterst-Bodsjön ingår i det delavrinningsområde (697859-138768) som SMHI kallar för Utloppet av Ytterst-Bodsjön. Medelhöjden är 791 meter över havet och ytan är 1,59 kvadratkilometer. Räknas de 4 avrinningsområdena uppströms in blir den ackumulerade arean 24,05 kvadratkilometer. Bodsjöbäcken som avvattnar avrinningsområdet har biflödesordning 4, vilket innebär att vattnet flödar genom totalt 4 vattendrag innan det når havet efter 292 kilometer. Avrinningsområdet består mestadels av skog (75 procent) och kalfjäll (13 procent). Avrinningsområdet har 0,15 kvadratkilometer vattenytor vilket ger det en sjöprocent på 9,4 procent.